# 大口駝背脂鯉
大口駝背脂鯉（学名：Cyphocharax platanus），為輻鰭魚綱脂鯉目脂鯉亞目無齒脂鯉科的其中一個種，分布於南美洲拉普拉他河及巴拉圭河上游流域，體長可達13.4公分，棲息在溪流、水塘，生活習性不明。